# Міська спеціальна констебльська служба Лондона
Міська спеціальна констебльська служба Лондона — добровільна допоміжна поліційна служба Міської поліції Лондона. Служба була створена одразу після прийняття Акту про спеціальних констеблів 1831. Зараз в ній служить 4 587 спеціальних констеблів, що робить цю службу найбільшою допоміжною поліцією у Великій Британії. Спеціальні констеблі виконують ту саму роботу, що й звичайні поліціянти, здійснюють патрулювання пішки та на автомобілях (як одні, так і з іншими спеціальними констеблями або офіцерами), носять ту саму форму, але з іншими погонами. Від спеціальних констеблів вимагають працювати як мінімум 200 годин на рік, не менше ніж 16 годин на місяць, хоча більшість працює значно більше.

## Принципи роботи
Кожен територіальний підрозділ Міської поліції Лондона, який обслуговує одне з 32 боро, має власний контингент Спеціальної констебльської служби, яким, зазвичай, керують декілька спеціальних сержантів та спеціальний інспектор. Територіальні підрозділи мають в середньому по 150 допоміжних поліціянтів зі Спеціальної констебльської служби. Найбільше їх в Вестмінстері — 300.
Допоміжні поліціянти не отримують платні за свою роботу, хоча деяких допоміжних поліціянтів фінансують їх роботодавці в рамках суспільної програми Підтримка правоохоронної діяльності роботодавцями (англ. Employer Supported Policing), в якій роботодавці відпускають своїх підлеглих на певний час для виконання обов'язків допоміжних поліціянтів що два тижні. Також їм надається право безкоштовного проїзду на будь-якому громадському транспорті в Лондоні.
Допоміжні поліціянти можуть вибирати район, в якому вони служитимуть, задачі, які вони виконуватимуть, та час служби. Зазвичай вони займаються патрулюванням, але можуть також бути направлені до Водної поліції, Поліції аеропорту Хітроу, Транспортної поліції, підрозділів з розслідування економічних злочинів та протидії організованій злочинності.

## Підготовлення
Допоміжні поліціянти мають пройти процедуру рекрутування, яка починається з подання резюме, причому відбувається ця процедура протягом дня. Після первинної оцінки кандидати запрошуються до центру відбору в Empress State Building. Кандидатів оцінюють за такими критеріями: прийняття рішень, комунікативність, відповідальність, стійкість, толерантність та вміння працювати в команді. Процедура рекрутування складається з таких частин:
1. 30-хвилинне оцінювання дій кандидата в певній ситуації
2. 20-хвилинна співбесіда
3. Повне медичне обстеження, в тому числі перевірка зору та слуху
4. Перевірка та копіювання поданих кандидатом документів
5. Тест з фізичної підготовки

Тільки кожний сьомий кандидат проходить далі. Ті, що пройшли починають проходити навчальний курс довжиною у 23 дні, з яких п'ять днів вони вивчають самооборону, два дні вивчають першу медичну допомогу, а інші дні проходять навчання в класах. Ці 23 дні можуть йти як підряд, так і тільки щовихідних, на вибір кандидата. Після проходження первинної підготовки, кандидати починають вторинну підготовку вже у своїх територіальних підрозділах. Під час проходження підготовки кандидатам видають такі самі форму та обладнання, як і у звичайних поліціянтів. Після цього вони мають ходити на тренування в цій формі.
Після завершення підготовки кандидати складають присягу на офіційній церемонії в Новому Скотленд-Ярді або в Гендонському поліційному коледжі та отримують посвідчення.

## Звання
Оскільки допоміжні поліціянти мають таку саму форму, як і звичайні, погони є єдиним чим вони відрізняються. Констеблі та сержанти мають на своїх погонах двохлітерний код територіального підрозділу та чотирицифровий персональний номер.
| Спеціальний констебль (SC) | Спеціальний сержант (S/Sgt) | Спеціальний інспектор (S/Insp) | Спеціальний старший інспектор (S/CH Insp) | Помічник головного офіцера (ACO) | Заступник головного офіцера (DCO) | Головний офіцер (CO) |
| -------------------------- | --------------------------- | ------------------------------ | ----------------------------------------- | -------------------------------- | --------------------------------- | -------------------- |
|                            |                             |                                |                                           | Assistant Chief Officer MSC      | Deputy Chief Officer MSC          | Chief Officer MSC    |